# Merionoeda taprobanica
Merionoeda taprobanica là một loài bọ cánh cứng trong họ Cerambycidae.